# Charles Kean
Charles John Kean, född 18 januari 1811, död 22 januari 1868, var en brittisk skådespelare och teaterledare. Han var son till Edmund Kean.
Kean spelade från 1827 tillsammans med fadern och 1830-33 med stor framgång i Amerika samt ledde 1850-59 mönstergillt Princess theatre i London. Han ägde inte sin fars begåvning men nådde med okuvlig energi långt. År 1842 gifte han sig med den berömda skådespelerskan Ellen Tree (1805-1880).